# Cœur d'Essonne Agglomération
La communauté d’agglomération Cœur d’Essonne Agglomération est une communauté d'agglomération française située dans le département de l’Essonne et la région Île-de-France.
Elle est issue de la fusion entre la communauté d'agglomération du Val d'Orge et la plupart des communes de la communauté de communes de l'Arpajonnais, intervenue le 1er janvier 2016.

## Historique
Dans le cadre de la mise en œuvre de la loi MAPAM du 27 janvier 2014, qui prévoit la généralisation de l'intercommunalité à l'ensemble des communes et la création d'intercommunalités de taille importante, le projet de schéma régional de coopération intercommunale de février 2015 prévoyait la création, en Essonne, d’une agglomération de plus de 500 000 habitants regroupant 48 communes, allant de l’Arpajonnais au SAN de Sénart Ville Nouvelle en Seine-et-Marne.
Après concertation, ce projet a été amendé au profit de la création d'une intercommunalité regroupant Val d'Orge et Arpajonnais.
Après avis des conseils communautaires et municipaux concernés, la communauté d'agglomération a ainsi été créée par un arrêté préfectoral du 4 décembre 2015 prenant effet le 1er janvier 2016, qui a regroupé l'ex-communauté d’agglomération du Val d’Orge et l'ex-communauté de communes de l’Arpajonnais (sauf Lardy, Saint-Yon et Boissy-sous-Saint-Yon qui ont rejoint la communauté de communes Entre Juine et Renarde).
Son nom a été dévoilé le 19 septembre 2015 par les élus d'anciennes intercommunalités.

## Territoire communautaire

### Géographie
La communauté d’agglomération Cœur d’Essonne Agglomération est située au centre du département de l’⁣⁣Essonne⁣⁣, à 20 km de Paris.
Elle constitue un territoire équilibré entre « ville et campagne » qui conserve un cadre de vie privilégié, structuré autour de la vallée de l’Orge et de la ligne C du RER.
Son altitude varie entre trente-six mètres à Morsang-sur-Orge et cent soixante-douze mètres à Sainte-Geneviève-des-Bois.

### Transports en commun
L'agglomération dispose de neuf gares : La Gare de Sainte-Geneviève-des-Bois, La Gare de Saint-Michel-sur-Orge, La Gare de Brétigny, La Gare de La Norville - Saint-Germain-Les-Arpajon, La Gare d'Arpajon, La gare d'Égly, La Gare de Breuillet - Bruyères-le-Châtel, La Gare de Breuillet-VIllage et la Gare de Marolles-en-Hurepoix.
Elles sont desservies par :
- Le RER , en direction de Saint-Quentin-en-Yvelines, Invalides, Étampes et Dourdan
- Les 63 lignes urbaines et interurbaines desservant l'agglomération, exploités à partir du 1er août 2023 pour la plupart par Transdev Cœur Essonne : 1, 2, 3 et 4 (ex réseau Génovébus), 15, 10.25, 101, 102, 103, 104, 105A, 105B, 107, 108, 109, 201, 202, 223 (ancien réseau de Transdev CEAT), 227·01, 227·02, 227·03, 227-04, 227-06 (ancien réseau de bus Orgebus), 91.04, 91.05 d'Albatrans, 401, 409, 414, 420, 510 du réseau de bus Évry Centre Essonne, DM2A, DM2B, DM3A, DM3B, DMS, DM6A, DM6B, DM8, DM9, DM11A, DM11E, DM13, DM16, DM17A, DM19, DM20, DM21A, DM21B, DM26, DM151, DM153 (ancien réseau de bus de Keolis Meyer), 39.18 de SAVAC et 6801, 681S, 6802, 68.05A, 68.05B, 68.06, 68.08, 68.100, 12·14 de Keolis Ormont, repris depuis 2022 par Keolis Meyer.
- La ligne 12 du tramway avec une station : Parc du Château à Morsang-sur-Orge
- Le bus de nuit N131 de Noctilien qui circule toutes les nuits en Île-de-France de 0h00 à 5h30 du matin sur la ligne, Gare de Brétigny - Gare de Lyon dessert quatre des dix gares du territoire.
- Les cinq lignes de Transport à la demande (TAD).

#### Projets en cours
- Deux lignes de transport en commun en site propre LCE (Liaison Centre Essonne)

### Composition
La communauté d'agglomération est composée des 21 communes suivantes :

| Nom                               | Code Insee | Gentilé          | Superficie (km2) | Population (dernière pop. légale) | Densité (hab./km2) |
| --------------------------------- | ---------- | ---------------- | ---------------- | --------------------------------- | ------------------ |
| Sainte-Geneviève-des-Bois (siège) | 91549      | Génovéfains      | 9,27             | 35 714 (2022)                     | 3 853              |
| Arpajon                           | 91021      | Arpajonnais      | 2,4              | 11 503 (2022)                     | 4 793              |
| Avrainville                       | 91041      | Avrainvillois    | 9,14             | 1 045 (2022)                      | 114                |
| Brétigny-sur-Orge                 | 91103      | Brétignolais     | 14,56            | 26 658 (2022)                     | 1 831              |
| Breuillet                         | 91105      | Breuilletois     | 6,69             | 9 023 (2022)                      | 1 349              |
| Bruyères-le-Châtel                | 91115      | Bruyérois        | 12,9             | 3 738 (2022)                      | 290                |
| Cheptainville                     | 91156      | Cheptainvillois  | 7,15             | 2 212 (2022)                      | 309                |
| Égly                              | 91207      | Aglatiens        | 3,95             | 7 078 (2022)                      | 1 792              |
| Fleury-Mérogis                    | 91235      | Floriacumois     | 6,51             | 13 816 (2022)                     | 2 122              |
| Guibeville                        | 91292      | Guibevillois     | 2,61             | 929 (2022)                        | 356                |
| Leuville-sur-Orge                 | 91333      | Leuvillois       | 2,49             | 4 307 (2022)                      | 1 730              |
| Longpont-sur-Orge                 | 91347      | Longipontains    | 5,05             | 6 456 (2022)                      | 1 278              |
| Marolles-en-Hurepoix              | 91376      | Marollais        | 6,47             | 5 688 (2022)                      | 879                |
| Morsang-sur-Orge                  | 91434      | Morsaintois      | 4,39             | 21 161 (2022)                     | 4 820              |
| La Norville                       | 91457      | Norvillois       | 4,52             | 4 308 (2022)                      | 953                |
| Ollainville                       | 91461      | Ollainvillois    | 11,33            | 5 361 (2022)                      | 473                |
| Le Plessis-Pâté                   | 91494      | Plesséiens       | 7,58             | 4 107 (2022)                      | 542                |
| Saint-Germain-lès-Arpajon         | 91552      | Germinois        | 6,31             | 11 577 (2022)                     | 1 835              |
| Saint-Michel-sur-Orge             | 91570      | Saint-Michellois | 5,29             | 21 536 (2022)                     | 4 071              |
| Villemoisson-sur-Orge             | 91667      | Villemoissonnais | 2,31             | 7 226 (2022)                      | 3 128              |
| Villiers-sur-Orge                 | 91685      | Villiérains      | 1,78             | 4 576 (2022)                      | 2 571              |

### Démographie
| 1968   | 1975    | 1982    | 1990    | 1999    | 2010    | 2015    | 2021    |
| ------ | ------- | ------- | ------- | ------- | ------- | ------- | ------- |
| 99 375 | 147 012 | 151 630 | 165 570 | 173 942 | 186 716 | 195 819 | 206 970 |

## Organisation

### Siège
Le siège de l'intercommunalité est à Sainte-Geneviève-des-Bois, La Maréchaussée, 1 place Saint-Exupéry.

### Élus
À la suite des élections municipales et communautaires des 15 mars et 28 juin 2020, le conseil communautaire de la communauté d'agglomération se compose de 59 conseillers, représentant chaque commune membre et élus pour une durée de six ans.
Ils sont répartis comme suit :
| Nombre de conseillers | Communes                                            |
| --------------------- | --------------------------------------------------- |
| 12                    | Sainte-Geneviève-des-Bois                           |
| 8                     | Brétigny-sur-Orge                                   |
| 7                     | Morsang-sur-Orge                                    |
| 6                     | Saint-Michel-sur-Orge                               |
| 3                     | Arpajon, Fleury-Mérogis, Saint-Germain-lès-Arpajon  |
| 2                     | Breuillet, Longpont-sur-Orge, Villemoisson-sur-Orge |
| 1 (+1 suppléant)      | les 11 autres communes                              |

### Présidence
À la suite des élections municipales et communautaires de 2020, le conseil communautaire s’est réuni le 6 juillet 2020 et a réélu Éric Braive, maire de Leuville-sur-Orge, pour la mandature 2020-2026. Il a également élu quinze vice-présidents et cinq conseillers délégués qui constituent avec le président le bureau communautaire.
Les vice-présidents élus sont :
1. Véronique Mayeur : maire de Breuillet, 1re vice-présidente chargée de l’eau potable ;
2. Frédéric Petitta : maire de Sainte-Geneviève-des-Bois, 2e vice-président chargé du développement économique, de l’artisanat et de la démocratie d’implication ;
3. Sophie Rigault : maire de Saint-Michel-sur-Orge, 3e vice-présidente chargée des transports et des mobilités ;
4. Christian Beraud : maire d'Arpajon, 4e vice-président chargé de l’emploi, du commerce de proximité, de l’insertion, de la formation et du tourisme ;
5. Marianne Duranton : maire de Morsang-sur-Orge, 5e vice-présidente chargée de l’habitat, de la politique de la ville et de l’inclusion républicaine ;
6. Olivier Corzani : maire de Fleury-Mérogis, 6e vice-président chargé de la valorisation des déchets ;
7. Nicolas Méary : maire de Brétigny-sur-Orge, 7e vice-président chargé des finances ;
8. Alain Lamour : maire de Longpont-sur-Orge ; 8e vice-président chargé du développement durable et de la transition écologique ;
9. Georges Joubert : maire de Marolles-en-Hurepoix ; 9e vice-président chargé de l’aménagement du territoire et de l’urbanisme ;
10. Jean-Michel Giraudeau : maire d'Ollainville, 10e vice-président chargé de la culture, du patrimoine culturel et des établissements d’enseignement artistique ;
11. Norbert Santin : maire de Saint-Germain-lès-Arpajon, 11e vice-président chargé de la coordination des actions de prévention et de sécurité, des relations institutionnelles et de l’accès aux droits ;
12. Sylvain Tanguy : maire du Plessis-Pâté, 12e vice-président chargé de l’assainissement ;
13. François Cholley : maire de Villemoisson-sur-Orge, 13e vice-président chargé des espaces naturels, de la gestion des milieux aquatiques et de la prévention des inondations ;
14. Fabienne Leguicher : maire de La Norville, 14e vice-présidente chargée de la santé et du sport ;
15. Thierry Rouyer : maire de Bruyères-le-Châtel, 15e vice-président chargé de la transition agricole et alimentaire.

Les conseillers communautaires délégués sont :
1. Gilles Fraysse : maire de Villiers-sur-Orge, vice-président délégué au numérique ;
2. Kim Delmotte : maire de Cheptainville, vice-présidente déléguée à l’action sociale et à la petite enfance ;
3. Edouard Matt : maire d'Égly, vice-président délégué au patrimoine bâti et à l’accessibilité ;
4. Philippe Le Fol : maire d’Avrainville, vice-président délégué à la voirie, à l’éclairage public et à la signalisation tricolore ;
5. Michel Collet : maire de Guibeville, vice-président délégué au schéma de mutualisation.

| Période         | Période  | Identité          | Étiquette              | Qualité |
| --------------- | -------- | ----------------- | ---------------------- | --- |
| 11 janvier 2016 | 2017     | Olivier Léonhardt | PS puis apparenté LREM | Maire de Sainte-Geneviève-des-Bois (2001 → 2017) Président de la CA du Val d'Orge (2001 - 2015) Sénateur de l'Essonne (2017 → 2022) Démissionnaire à la suite de son élection comme sénateur. |
| octobre 2017    | En cours | Éric Braive       | DVG                    | Enseignant spécialisé Maire de Leuville-sur-Orge (2014 → ) |

### Compétences
L'intercommunalité exerce les compétences qui lui sont transférées par les communes membres, dans le cadre des dispositions du code général des collectivités territoriales. Il s'agit de :
- Développement économique
- Équilibre social de l’habitat
- Aménagement du territoire
- Politique de la ville
- Collecte et traitement des déchets ménagers
- Accueil des gens du voyage
- Gestion de l’assainissement
- Gestion de la voirie d’intérêt communautaire
- Gestion des équipements sportifs et culturels d’intérêt communautaire
- Action sociale
- Aménagement de La Base 217
- Gestion des structures Petite Enfance d’intérêt communautaire
- Gestion de la maison des syndicats
- Éclairage public et signalisation lumineuse tricolore
- Gestion des poteaux incendie
- Réseau Très Haut Débit
- Soutien aux actions culturelles d’intérêt communautaire
- Mise en réseau de la lecture publique
- Aménagement de la Vallée de l’Orge et des espaces boisés

### Organismes de regroupement
La communauté d'agglomération a délégué certaines de ses compétences à d'autres structures intercommunales :
- Syndicat pour l’innovation, le recyclage et l’énergie par les déchets et ordures ménagères (SIREDOM)
- Syndicat de l’Orge (SYORP)
- Syndicat intercommunal d’aménagement, de rivières et du cycle de l’Eau (SIARCE)
- Syndicat des eaux ouest Essonne (SEOE)
- Syndicat intercommunal d’assainissement de la région de Cheptainville (SIARC)
- Syndicat mixte pour l’aménagement et l’entretien de la rivière la Juine et ses affluents (SIARJA)
- Syndicat mixte pour la gestion de l’habitat voyageur (SYMGHAV)
- Syndicat mixte ouvert d’études RN20
- Syndicat mixte de Brétigny-sur-Orge, Leudeville, Le Plessis-Pâté et Vert le Grand (SIVU)
- Syndicat intercommunal de la périphérie de Paris pour l’électricité et les réseaux de communication (SIPPEREC)
- Syndicat mixte ouvert Essonne numérique
- Syndicat mixte ouvert d’études Paris Métropole

### Régime fiscal et budget
L'intercommunalité est un établissement public de coopération intercommunale à fiscalité propre.
Afin de financer l'exercice de ses compétences, l'intercommunalité perçoit, comme toutes les communautés d'agglomération, la fiscalité professionnelle unique (FPU) – qui a succédé à la taxe professionnelle unique (TPU) – et assure une péréquation de ressources entre les communes résidentielles et celles dotées de zones d'activité.

### Effectifs
Dans l'exercice de ses compétences, l'intercommunalité emploie 769 agents : 518 fonctionnaires titulaires ou stagiaires (67 % des effectifs) et 251 agents contractuels (33 % des effectifs), dont 69 % de femmes et 31 % d'hommes.
Ces chiffres reflètent l’état de la collectivité au 31 décembre 2019.